# Veluwse Bandijk
De Veluwse Bandijk is een 40 kilometer lange winterdijk tussen de Gelderse plaatsen Wapenveld en Gietelo (gemeente Voorst). Deze uit de 13e eeuw daterende 'bomendijk' scheidt de droge zandgronden van de Veluwe van de vochtige klei van de IJsselvallei.